# Dolmen de Ménez-Liaven
Le dolmen de Ménez-Liaven est un dolmen situé sur la commune de Pluguffan, dans le département français du Finistère.

## Historique
Il est classé au titre des monuments historiques par arrêté du 8 avril 1922.

## Description
Le dolmen est constitué de trois piliers, dont deux supportent une unique table de couverture très inclinée.  La chambre a été fouillée à une période inconnue. 